# الاختبارات الاقتصادية الخمسة
كانت الاختبارات الاقتصادية الخمسة هي المعايير التي حددتها وزارة الخزانة البريطانية في عهد جوردون براون والتي كان من المقرر استخدامها لتقييم استعداد المملكة المتحدة للانضمام إلى الاتحاد الاقتصادي والنقدي للاتحاد الأوروبي، وبالتالي اعتماد اليورو كعملة رسمية لها. من حيث المبدأ، كانت هذه الاختبارات مختلفة عن أي قرار سياسي بالانضمام.
كانت الاختبارات الخمسة على النحو التالي: 
1. هل دورات الأعمال والهياكل الاقتصادية متوافقة حتى نتمكن نحن والآخرون من العيش بشكل مريح مع أسعار الفائدة على اليورو على أساس دائم؟
2. إذا ظهرت مشاكل هل هناك مرونة كافية للتعامل معها؟
3. هل سيؤدي الانضمام إلى الاتحاد النقدي الأوروبي إلى خلق ظروف أفضل للشركات التي تتخذ قرارات طويلة الأجل للاستثمار في بريطانيا؟
4. ما هو تأثير الدخول إلى الاتحاد النقدي الأوروبي على الوضع التنافسي لصناعة الخدمات المالية في المملكة المتحدة، ولا سيما أسواق البيع بالجملة في مدينة لندن؟
5. باختصار، هل سيؤدي الانضمام إلى الاتحاد النقدي الأوروبي إلى زيادة النمو والاستقرار وزيادة دائمة في الوظائف؟

بالإضافة إلى هذه المعايير المفروضة ذاتيًا، كان على المملكة المتحدة أيضًا أن تفي بمعايير التقارب الاقتصادي للاتحاد الأوروبي («معايير ماستريخت») قبل أن يُسمح لها بتبني اليورو. أحد المعايير هو العضوية لمدة عامين في آلية سعر الصرف الأوروبية، والتي لم تكن المملكة المتحدة عضوًا فيها. بموجب معاهدة ماستريخت، لم تكن المملكة المتحدة ملزمة بتبني اليورو.
عندما خسرت حكومة براون في الانتخابات العامة في المملكة المتحدة لعام 2010، لم تعد الاختبارات هي سياسة الحكومة.

## تاريخ الاختبارات
تم تصميم الاختبارات الخمسة في عام 1997 من قبل المستشار السابق لحزب العمال البريطاني جوردون براون ومستشاره الخاص آنذاك إد بولز، والذي يُزعم غالبًا أنه تم تطويرها في الجزء الخلفي من سيارة أجرة أثناء وجود براون في الولايات المتحدة، على الرغم من أن هذا الزعم فقد مصداقيته لاحقًا. على الرغم من هذا النسب غير المؤكد، اعتبرها صندوق النقد الدولي أنها «تتماشى بشكل عام مع الاعتبارات الاقتصادية ذات الصلة بتقييم الدخول في اتحاد نقدي.» 
وزارة الخزانة البريطانية هي المسؤولة عن تقييم الاختبارات. فعلت ذلك لأول مرة في أكتوبر 1997، عندما قررت أن اقتصاد المملكة المتحدة لم يكن متقاربًا بشكل كافٍ مع اقتصاد بقية الاتحاد الأوروبي، ولم يكن مرنًا بما يكفي لتبرير التوصية بالعضوية في ذلك الوقت. تعهدت الحكومة بإعادة تقييم الاختبارات في وقت مبكر من البرلمان القادم (الذي بدأ في يونيو 2001)، ونشرت تقييمًا منقحًا للاختبارات الخمسة في يونيو 2003. وصل هذا التقييم إلى حوالي 250 صفحة وتم دعمه بثمانية عشر دراسة داعمة، حول موضوعات مثل الإسكان ومرونة سوق العمل والأطر النقدية والمالية في منطقة اليورو. 
كانت الاستنتاجات متشابهة إلى حد كبير. جادلت وزارة الخزانة بما يلي:
1. كان هناك تقدم كبير في التقارب منذ عام 1997، ولكن لا تزال هناك بعض الاختلافات الهيكلية الهامة، كما هو الحال في سوق الإسكان.
2. بينما تحسنت المرونة في المملكة المتحدة، لا يمكن أن يكونوا واثقين من أنها كافية.
3. ستزيد العضوية باليورو من الاستثمار، ولكن فقط إذا كان التقارب والمرونة كافيين.
4. ستستفيد مدينة لندن، المركز المالي البريطاني، من عضوية منطقة اليورو.
5. سوف يزداد النمو والاستقرار والتوظيف نتيجة عضوية اليورو، ولكن فقط إذا كان التقارب والمرونة كافيين.

على أساس هذا التقييم، في مايو ويونيو 2003، استبعدت الحكومة عضوية المملكة المتحدة باليورو طوال مدة البرلمان.  منذ إعادة انتخاب حزب العمال في عام 2005، أدى النقاش حول الدستور الأوروبي ومعاهدة لشبونة اللاحقة إلى رفع النقاش عن اليورو. استبعد جوردون براون، في أول مؤتمر صحفي له كرئيس للوزراء البريطاني (2007)، العضوية في المستقبل المنظور، قائلاً إن قرار عدم الانضمام كان صائباً بالنسبة لبريطانيا وأوروبا.  ومع ذلك، في أواخر عام 2008، صرح خوسيه مانويل باروسو (رئيس المفوضية الأوروبية) بشكل مختلف؛ أن قادة المملكة المتحدة كانوا يفكرون بجدية في التحول إلى اليورو وسط الأزمة المالية.  نفى براون هذا فيما بعد. 
إحدى القضايا الأساسية التي تقف في طريق الاتحاد النقدي هي الاختلاف الهيكلي بين سوق الإسكان في المملكة المتحدة وتلك الخاصة بالعديد من البلدان الأوروبية القارية. على الرغم من أن ملكية المنازل في بريطانيا قريبة من المتوسط الأوروبي، إلا أن الرهون العقارية ذات المعدل المتغير أكثر شيوعًا، مما يجعل مؤشر أسعار التجزئة في بريطانيا أكثر تأثرًا بتغيرات أسعار الفائدة. 

## روابط خارجية
- خزانة المملكة المتحدة - الموقع الرسمي لخزانة المملكة المتحدة باليورو
- البنك المركزي الأوروبي - رسم بياني يوضح سعر صرف اليورو مقابل الجنيه الإسترليني من 1999 إلى الوقت الحاضر
- بي بي سي نيوز - الاختبارات الخمسة في المملكة المتحدة
- الغارديان - تقارير خاصة - رجال أعمال بريطانيون، انحيازاً لأحد الجوانب
- الإندبندنت - بريطانيا اجتازت خمسة اختبارات اقتصادية لدخول العملة الموحدة، حسب تقرير